# Klaus Nigge
Klaus Nigge (* 1. Januar 1956 in Lünen) ist ein deutscher Biologe und Tierfotograf.

## Leben
Im Alter von 17 Jahren unternahm Nigge mit einer Super-8-Kamera und einem selbstgebastelten Stativ seine ersten professionellen Versuche als Fotograf. Nach dem Philosophie-, Kunst- und Biologiestudium arbeitete er für einige Jahre als Wildbiologe. 1984 widmete er sich der Tierfotografie. 1991 wurde er Mitglied der Gesellschaft Deutscher Tierfotografen e. V. (GDT, heute Gesellschaft für Naturfotografie), deren Präsident er von 1992 bis 1995 war. Seit 1995 arbeitet Nigge als freiberuflicher Naturfotograf, dessen Fotos in Magazinen wie National Geographic, Geo (Deutschland, Spanien und Russland), Terre Sauvage und Airone veröffentlicht wurden. Klaus Nigge ist Mitglied der International League of Conservation Photographers. Von daher gilt sein Hauptaugenmerk dem Fotografieren von gefährdeten Tierarten. So beobachtete er 2004 Wisente im Białowieża-Nationalpark in Polen, machte eine Fotoreportage über den Affenadler und verwirklichte ein Projekt über den Schreikranich.
2006 erhielt Nigge den Kulturpreis der Stadt Lünen, 2009 den Gerald Durrell Award for Endangered Wildlife und 2010 den Fritz-Steiniger-Preis der Gesellschaft Deutscher Tierfotografen.
Für sein Foto von Hunderten rosafarbener Flamingos an einer Flussmündung auf der mexikanischen Halbinsel Yucatan erhielt Nigge mit der renommierten Auszeichnung „Veolia Environment Wildlife Photographer“ den 1. Preis in der Kategorie „Creative Visions“ beim Internationalen Naturfoto-Festival in London 2012.
Auf der im Gasometer Oberhausen 2016/2017 stattfindenden Ausstellung „Wunder der Natur“ zeigt Klaus Nigge seine Fotos von den in ihrem Lebensraum bedrohten Affenadlern. Drei Wochen lang beobachtete er mit der Eagle Foundation das Werden der kleinen Adler. Zu sehen ist auch ein Weißkopfseeadler. Nigge ist bereits zum dritten Mal auf der Ausstellung vertreten, die mit nahezu 400.000 Besuchern in den ersten vier Monaten auf großes Interesse gestoßen war und bis November 2017 zu sehen ist.
2017 gehörte Nigge mit einem Porträt eines Weißkopfseeadlers zu den Finalisten des Wettbewerbs Wildlife Photographer of the Year des Natural History Museum in London.

## Werke (Auswahl)
- 1988: Nährstoffarme Feuchtgebiete im Südwesten der Westfälischen Bucht: Vegetation und Naturschutzsituation
- 1995: Natur Bilder, Bd. 1
- 1997: Kamtschatka: Adler, Bären und Vulkane
- 1999: Adlerleben
- 2004: Rückkehr des Königs. Wisente im polnischen Urwald
- 2007: Kranich
- 2010: Whooping Crane – Images from the Wild
- 2022: Vogelwelten: Expeditionen ins Museum